# Pablo Riccheri
Pablo Riccheri, citado como Ricchieri (San Lorenzo, 8 de agosto de 1859 - Buenos Aires, 29 de julio de 1936), fue un militar que participó en las últimas guerras civiles argentinas y fue ministro de Guerra durante la segunda presidencia de Julio Argentino Roca. Es recordado por la ley que estableció el servicio militar obligatorio en Argentina en 1901.

## Inicios de su carrera militar
Ingresado muy joven al Colegio Militar de la Nación en 1873, egresó con el grado de teniente segundo de artillería. Sus primeras acciones militares estuvieron ligadas a la represión de la revolución de 1874. Según el mismo Riccheri, 

Allí comenzó a forjarse en mi mente y en mis sentimientos el culto y el respeto por la Constitución Nacional y por las instituciones democráticas.

Egresó del Colegio Militar en 1879. En 1883 realizó un viaje de estudio a Europa. Su primer destino fue en Bruselas, como agregado militar en la embajada argentina en Bélgica. En 1886 ingresó a la Escuela Superior de Guerra de Bélgica de donde egresó como oficial de Estado Mayor con el segundo puesto de su promoción. Su tesis La defensa de Bélgica fue la base de los planes de defensa de ese país para las guerras mundiales que sobrevendrían en el siglo siguiente.
En 1890 fue enviado a Alemania, para encargarse de la compra de armamento, misión que fue citada como modelo por su eficiencia técnica y buena gestión comercial que permitió importantes ahorros a las arcas públicas.  A partir de la Revolución del Parque, en la que el Ejército tuvo actuación en los dos bandos contendientes, Riccheri terminó de desarrollar su idea de modernizar y profesionalizar al Ejército, alejándolo de los intereses políticos, en este aspecto fue notable la influencia de la organización militar alemana en su formación..[cita requerida]
En los últimos años del siglo XIX fue jefe del Estado Mayor del Ejército.[cita requerida]

## Ministerio de Guerra
Obtuvo los ascensos del escalafón militar hasta que, en septiembre de 1900, fue llamado por el presidente Julio Argentino Roca a ocupar el Ministerio de Guerra, reemplazó al general Luis María Campos. El reemplazo de este oficial formado en los campos de batalla por el profesional Riccheri marcó el punto de partida para la organización profesional del Ejército Argentino, que duraría hasta pasada la mitad del siglo XX.
La profesionalización del Ejército se basó en la modernización del armamento, del Colegio Militar de la Nación y de la Escuela Superior de Guerra.
Adquirió la mayor parte de las bases militares del Ejército, más alejadas del centro de las ciudades que las anteriores; el objetivo era evitar que un ejército con los cuarteles dentro de la ciudad fuera instrumento para revoluciones militares. Entre los terrenos adquiridos por Riccheri se cuentan Campo de Mayo, al norte de Buenos Aires, Campo General Belgrano, en Salta; Campo General Paz, en Córdoba; Campo de los Andes, en Mendoza, y Campo Paracao, en Entre Ríos.[cita requerida]
Organizó el ejército, dividiéndolo en siete regiones militares, con organizaciones internas propias. Reorganizó también el Ministerio de Guerra. Refundó el Regimiento de Granaderos a Caballo que había creado el general San Martín, para funcionar como escolta del presidente de la Nación.
Definió la misión de las Fuerzas Armadas, afirmando que su única función era defensiva, y de ninguna manera debían ser utilizadas para mezclarlas en contiendas políticas. De todos modos, también introdujo la idea de que parte de su misión era "el mantenimiento del orden y el respeto a la ley", línea argumentativa que sería utilizada para justificar los sucesivos golpes de Estado a que se vería sometido el país durante medio siglo.[cita requerida]
Riccheri y el ministro del Interior, Joaquín V. González, protagonizaron un escándalo el 4 de septiembre de 1902: al ser exhumados los restos del general Manuel Belgrano, éstos fueron hallados en muy buen estado. Los dos ministros, que presenciaban la ceremonia, hallaron algunos dientes sueltos, de los cuales se apoderaron sin dar cuenta a nadie; el clamor de la prensa ante el hecho los obligó a devolverlos días más tarde.
En 1904 se encargó de donar a la Escuela General Belgrano, un busto del prócer realizado en el Arsenal de Guerra y fundido con cañones de las Guerras de la Independencia, obra del escultor Passo.

## El servicio militar obligatorio
La organización del servicio militar obligatorio, que fue establecida a través de la Ley Riccheri y aprobada por el Congreso el 11 de diciembre de 1901 bajo el número 4301, tras un duro debate que duró seis meses.
El servicio militar obligatorio fue funcional a los objetivos trazados en aquel entonces por el Estado, al difundir la idea de ciudadanía y de igualdad ante la ley. A su vez, las listas y libretas de enrolamiento fueron utilizadas como documentos de identidad, tanto para identificación de las personas, como para la confección de padrones electorales. De esta manera, fue un paso previo a la futura sanción de la Ley Sáenz Peña en el camino a la pureza del sufragio y la representatividad de los gobiernos surgidos.[cita requerida]
Por otro lado, en los cuarteles se instalaron escuelas para los conscriptos, que colaboraron en la lucha contra el analfabetismo y la integración de los hijos de inmigrantes.[cita requerida]
El acontecimiento que marcó el inicio de servicio militar obligatorio fue la concentración de una enorme cantidad de conscriptos el 15 de mayo de 1904, en la sierra de Curamalal, en el sudoeste de la provincia de Buenos Aires. Al ser trasladados los conscriptos a Buenos Aires para el juramento a la Bandera, el pueblo ovacionó al presidente Roca y al ministro Riccheri. Cuatro días más tarde, el 19 de mayo, Riccheri fue ascendido a general.[cita requerida]

## Carrera posterior

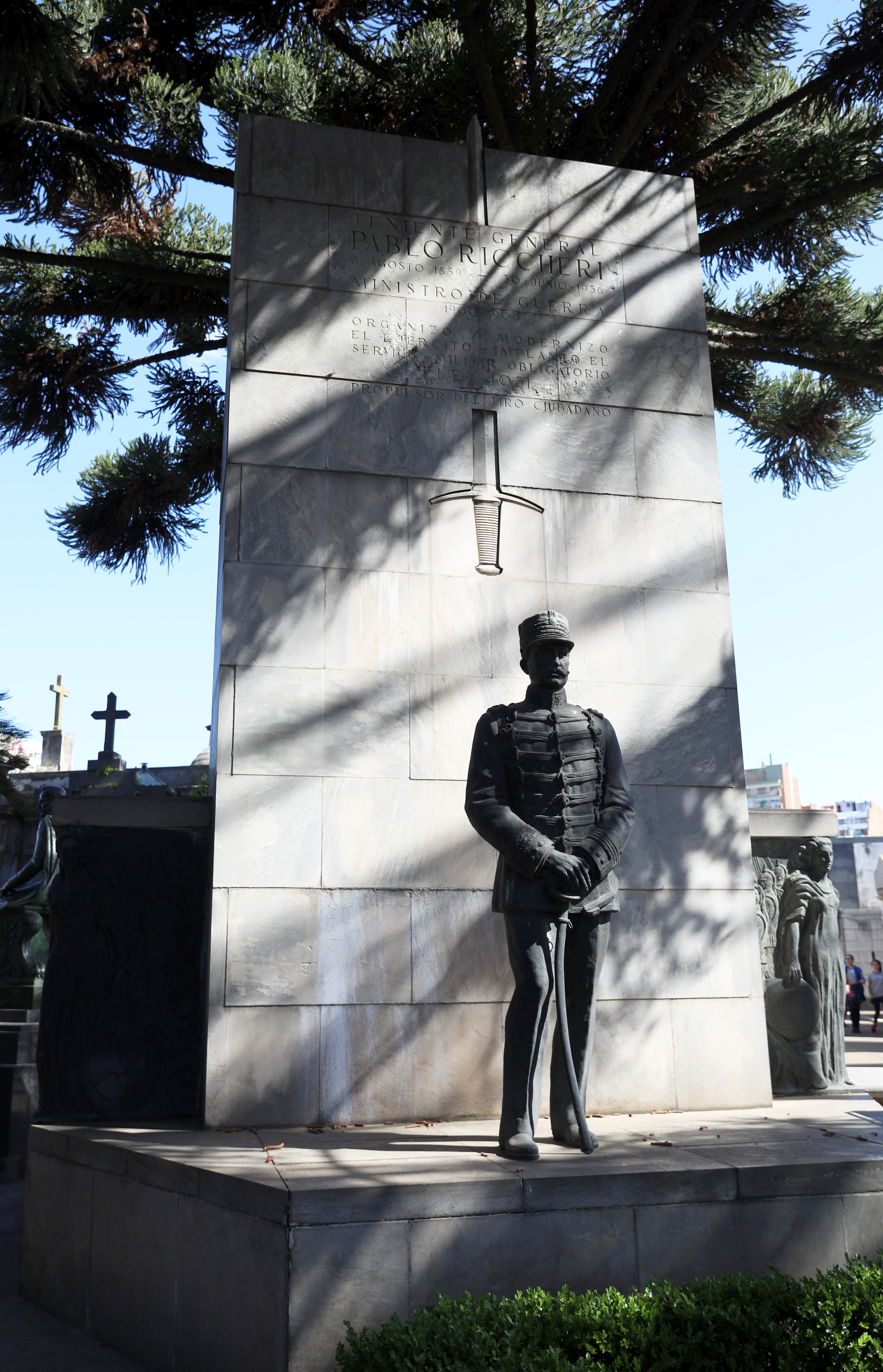
Pablo Riccheri, monumento fúnebre en el cementerio de la Recoleta.

Tras su paso por el Ministerio, siguió ejerciendo como Jefe de Estado Mayor, y como comandante en jefe. Fue ascendido a general de división en 1910.
En 1920 fue elegido, por aclamación, presidente de la Comisión de Homenaje por el Centenario del Fallecimiento del General Manuel Belgrano, organizando las celebraciones en el país.
Pasó a retiro en 1922, como teniente general, por decisión del presidente Hipólito Yrigoyen. En 1934 el presidente Agustín Pedro Justo envió una ley al Congreso proponiendo su ascenso al grado de general de ejército, creado para él, a fin de rescatarlo de sus apuros económicos.
Junto al perito Moreno y otras destacadas figuras fundó el 4 de julio de 1912 la Asociación de Boy Scouts Argentinos. En 1914 reemplazó al perito como presidente de dicha asociación. 
Falleció en Buenos Aires en 1936 y fue enterrado en el cementerio de la Recoleta, con los más altos honores militares.[cita requerida]

## Homenajes
La autopista que une la ciudad de Buenos Aires con el Aeropuerto Internacional de Ezeiza se denomina Teniente General Riccheri, lo mismo que una calle del barrio de Núñez y una plaza, ambas en la Ciudad. Hay calles, plazas y escuelas que llevan su nombre en varias localidades.[cita requerida]
Llevó su nombre la Estación Bella Vista del Ferrocarril General San Martín, en el Partido de San Miguel, a 1,5 km de Campo de Mayo, desde 1945 a 1998. 
Es el nombre de una avenida en Bella Vista (partido de San Miguel). En este caso, y en el de varias calles del país, se utiliza el apellido "Ricchieri", deformación del original Riccheri; lo propio sucede incluso en obras históricas de divulgación.
El Museo de Armas de la Nación de Buenos Aires, fundado por el presidente Julio A. Roca, está a su nombre debido a la posición como Ministro de Guerra que tenía al momento.